# Temple Bagalamukhi (Bankhandi, Himachal Pradesh)
Le temple de Bagalamukhi est situé à Bankhandi, une région tranquille dans le district de Kangra, dans l'Himachal Pradesh, en Inde. Ce temple est dédié à Maa Bagalamukhi, une des dix déesses tantriques hindoues les plus puissantes, désignées par le nom de Mahavidyas. Maa Bagalamukhi est souvent associée à la couleur jaune et on lui confère le pouvoir de vaincre les ennemis, d'éliminer les entraves et d'apporter le succès. Elle est également appelée Pithambara et est représentée assise sur un trône d'or, ses trois yeux symbolisant sa capacité à donner la connaissance ultime à ses fidèles.  

## Histoire
Le temple de Maa Baglamukhi à Bankhandi est devenu populaire surtout pendant le festival Navaratri, une célébration hindoue majeure. C’est l'un des trois principaux temples dédiés à Maa Bagalamukhi en Inde, les deux autres se trouvant à Datia et Nalkheda dans le Madhya Pradesh.

## Architecture
Le temple comprend également un Havan Kund, une fosse à feu sacrée, où l'on estime que le Seigneur Ram lui-même a fait un havan (offrande rituelle de feu) à son époque. Cela ajoute à la signification spirituelle du temple, car on dit que la déesse Maa Bagalamukhi a accordé à Lord Ram des bénédictions divines et le puissant Brahmastra à travers ce même rituel. Le Havan Kund rappelle que le temple est profondément lié à la victoire du Seigneur Ram sur le roi démon Ravana, symbolisant l'intervention et la protection divines pour tous les fidèles qui le visitent.

## Signification mythologique
Le temple de Maa Baglamukhi Bankhandi est étroitement lié à Lord Rama et à son combat contre le démon Ravana. Il est supposé que le Seigneur Rama, guidé par le Seigneur Hanuman, a prié à Maa Baglamukhi pour gagner la force de vaincre Ravana. En retour, la déesse l’a bénit avec le Brahmastra, une arme puissante qui l'a aidé à gagner la bataille. Cela montre que le temple est un lieu où les fidèles peuvent trouver la force et la protection en période difficile.
Le temple est également lié aux Pandavas, célèbres héros de la mythologie hindoue. Pendant leur Agyatvas (« exil »), on estime que le temple a été bâti en une seule nuit par les Pandavas. Bhima et Arjuna y ont rendu grâce à Maa Baglamukhi, lui demandant de les bénir pour leur force et leur succès. Le lien avec les Pandavas rend le temple encore plus spécial et sacré.

## Visiteurs et fidèles notables
Le temple Maa Bagalamukhi de Bankhandi est un lieu de pèlerinage populaire pour de nombreuses personnes, notamment des célébrités, des hommes politiques et des personnes influentes qui recherchent les bénédictions de la déesse. Ils visitent le temple pour effectuer des rituels comme la puja et le havan (rituels du feu) pour obtenir la force, la protection et le succès. Le temple est considéré comme un lieu où les personnes issues de tous les milieux peuvent trouver le soutien divin et surmonter les défis

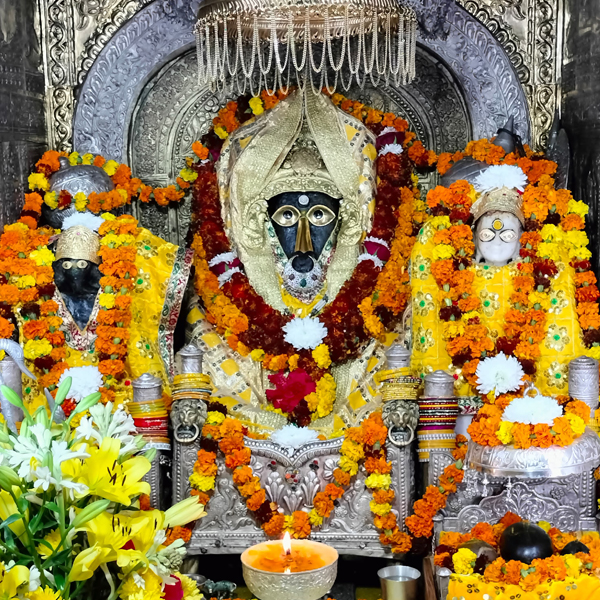
Temple Mata Baglamukhi Bankhandi Kangra

Par essence, le temple Maa Baglamukhi de Bankhandi, Kangra, est un lieu sacré où l'on vient chercher la protection et les bénédictions de la déesse. Qu'il s'agisse de développement personnel, de protection contre les ennemis ou de réussite dans la vie, ce temple a une profonde signification spirituelle pour tous ceux qui le visitent.

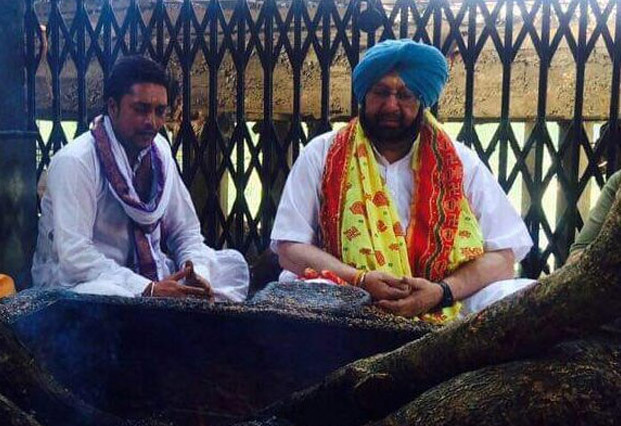
Amrinder Singh
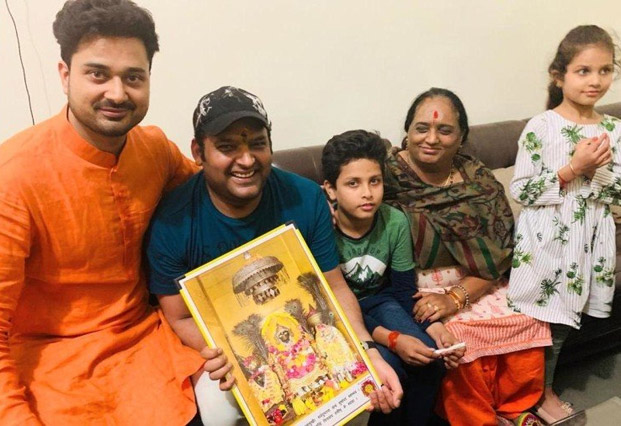
Kapil Sharma
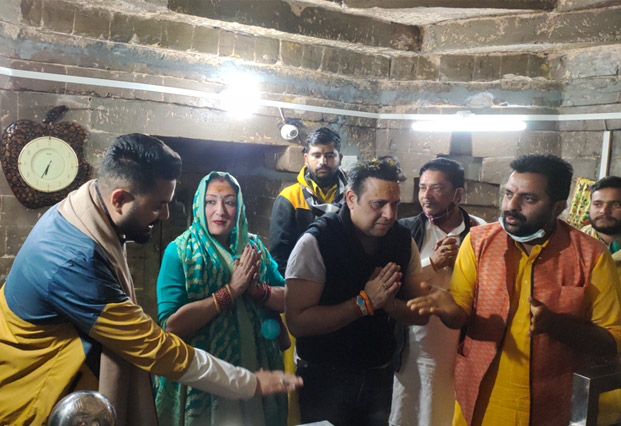
Govinda
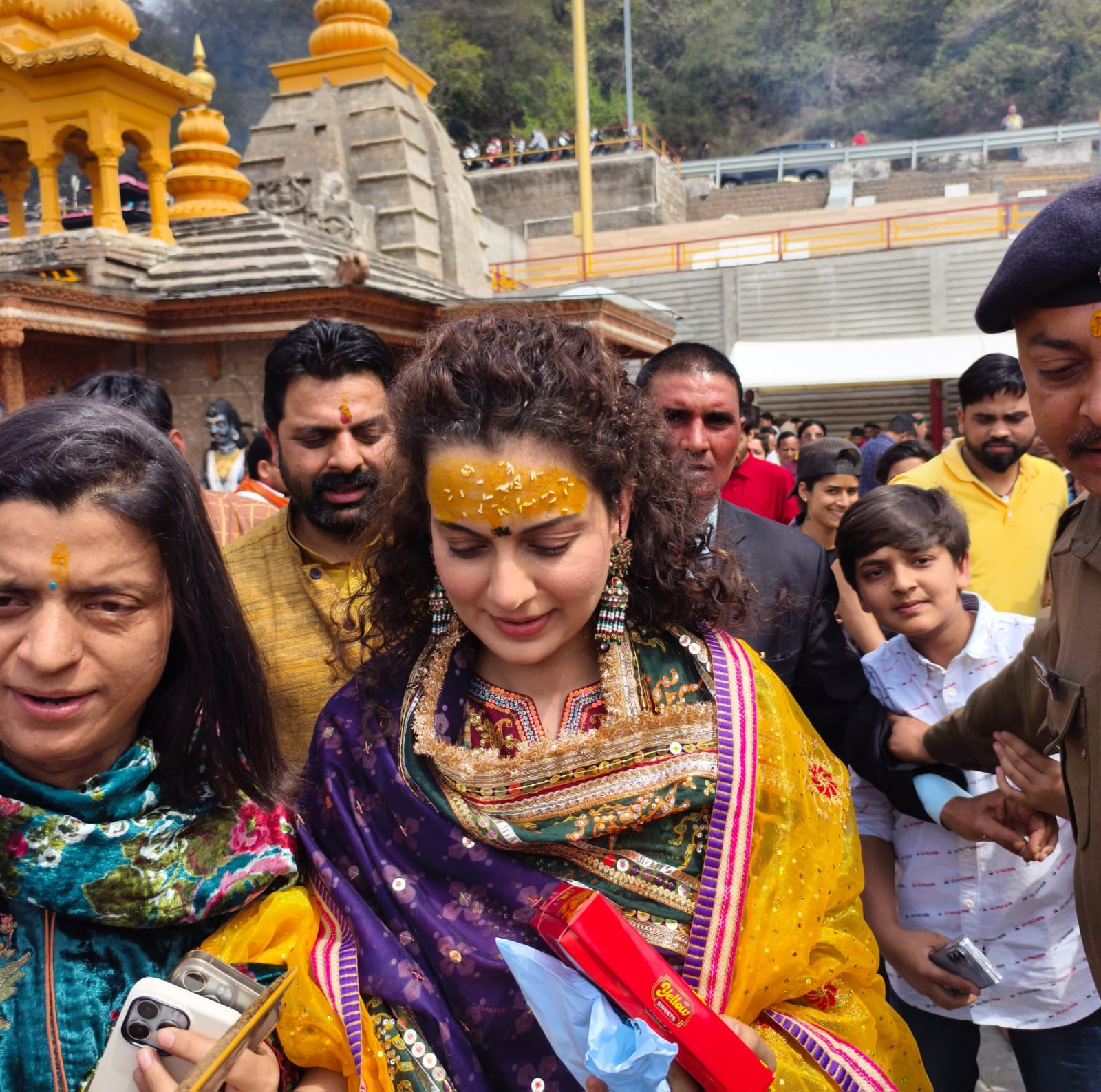
Kangana Ranaut
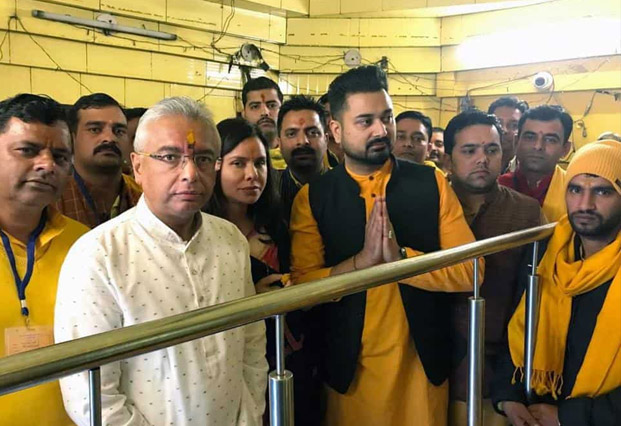
Pravind Jugnauth
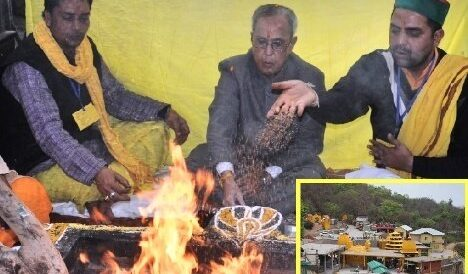
Pranab Mukhrjee
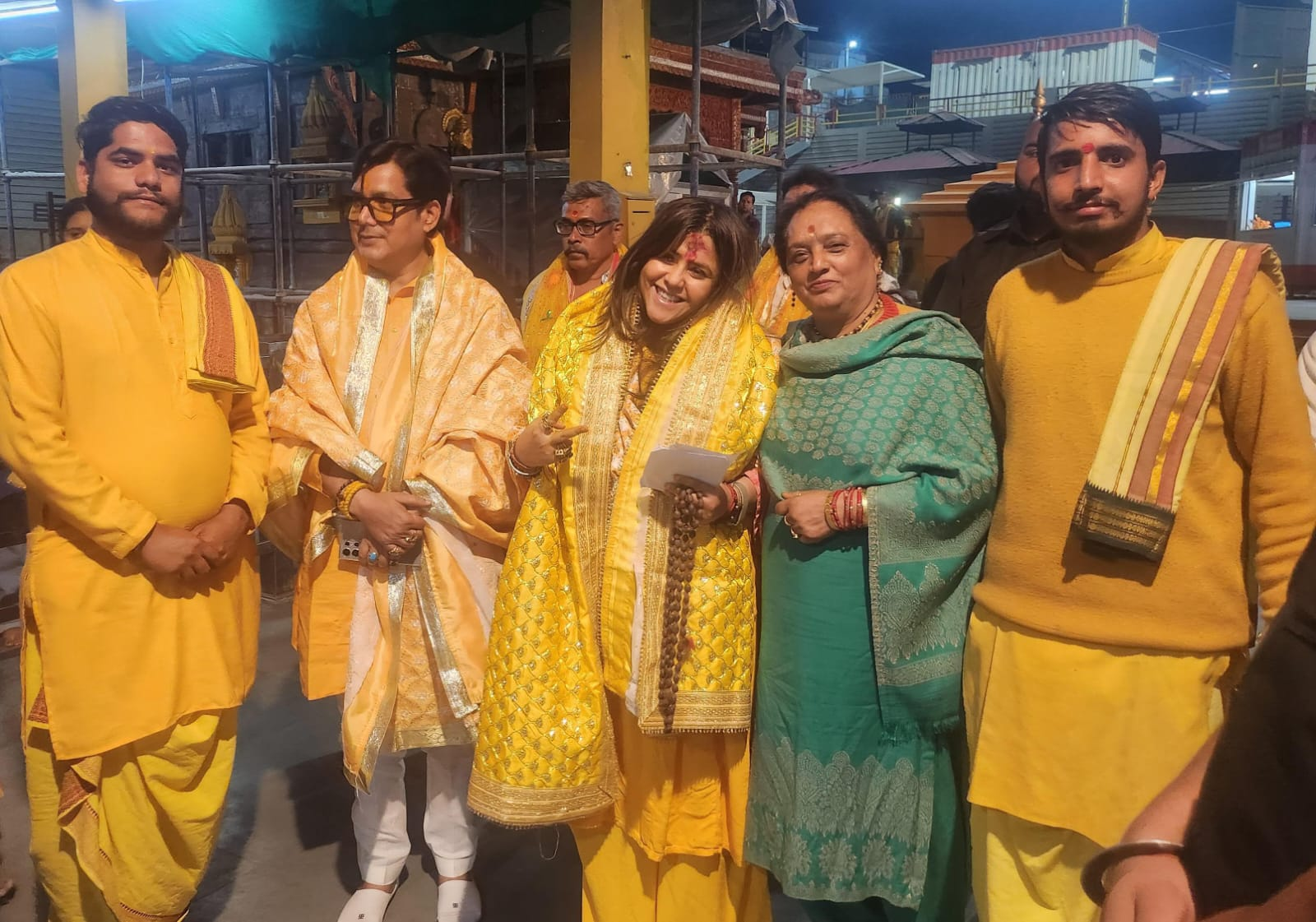
Ekta Kapoor
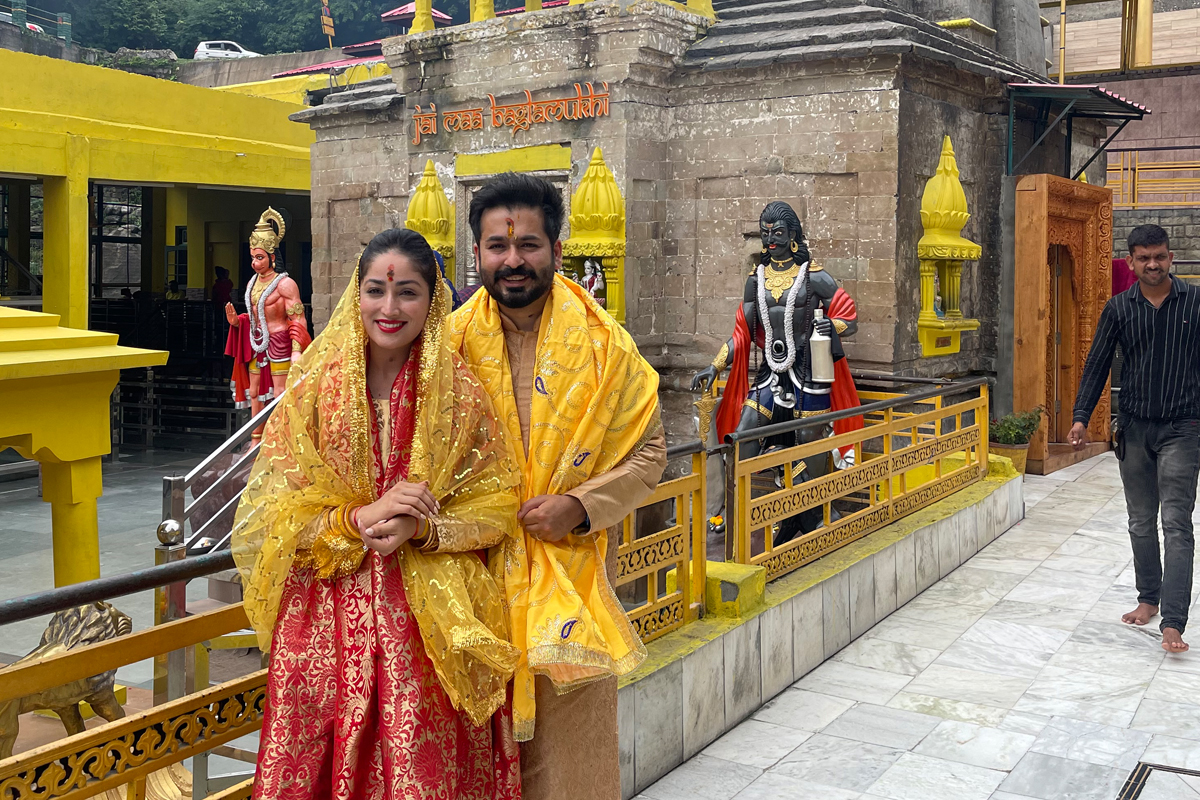
Yami Gautam
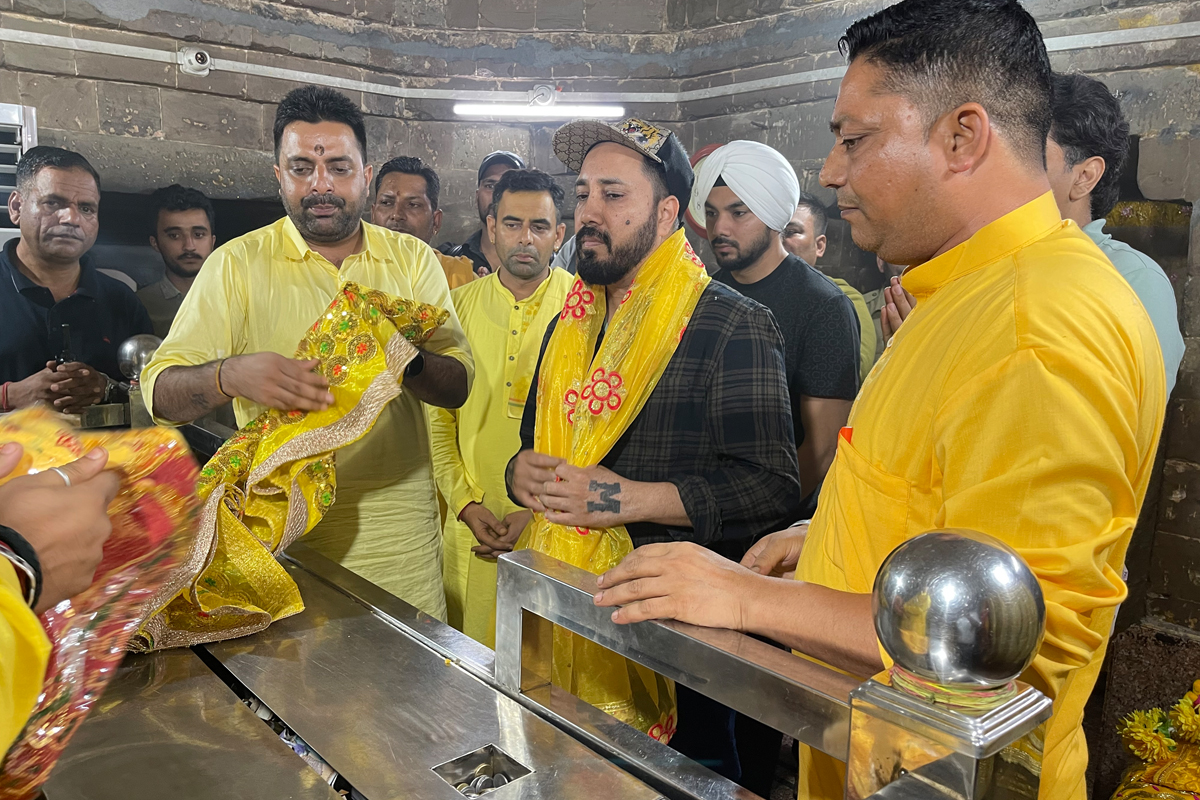
Mika Singh
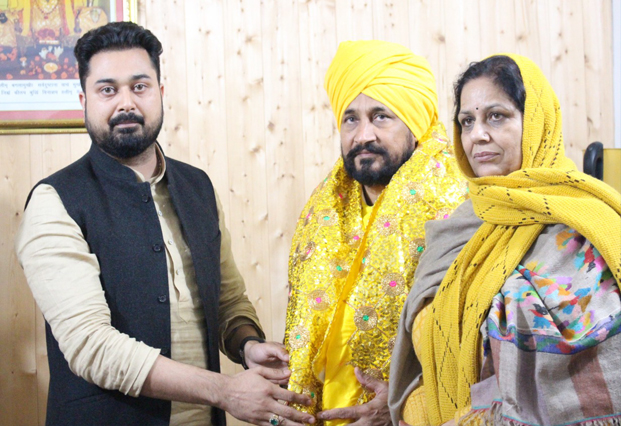
Charanjit Singh Channi
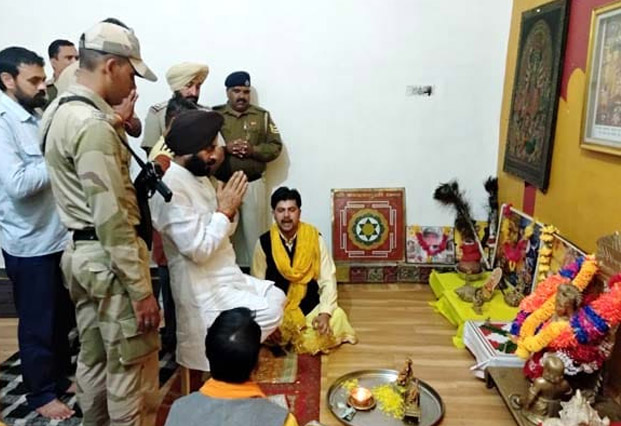
Maninderjeet Singh Bitta
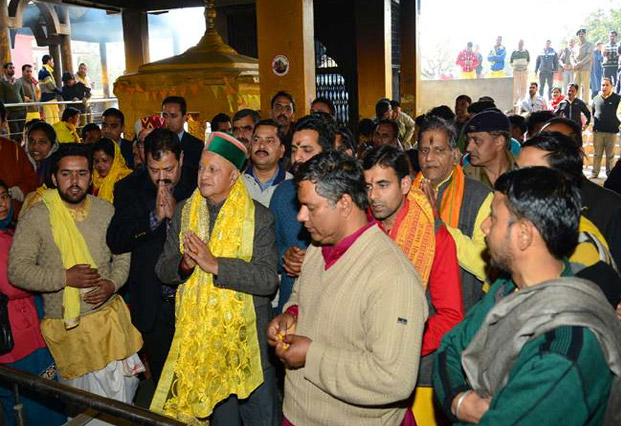
Virbhadra Singh
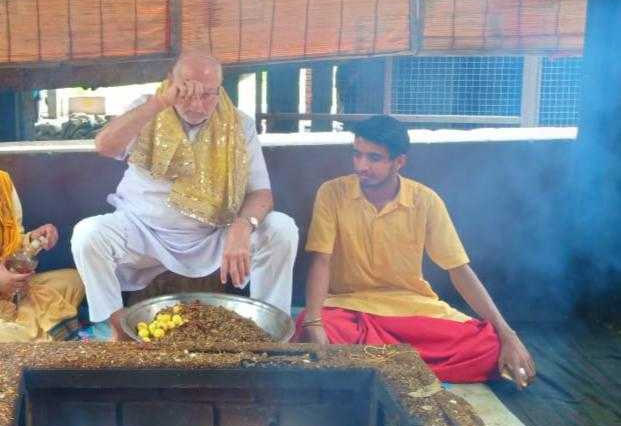
Prahlad Modi
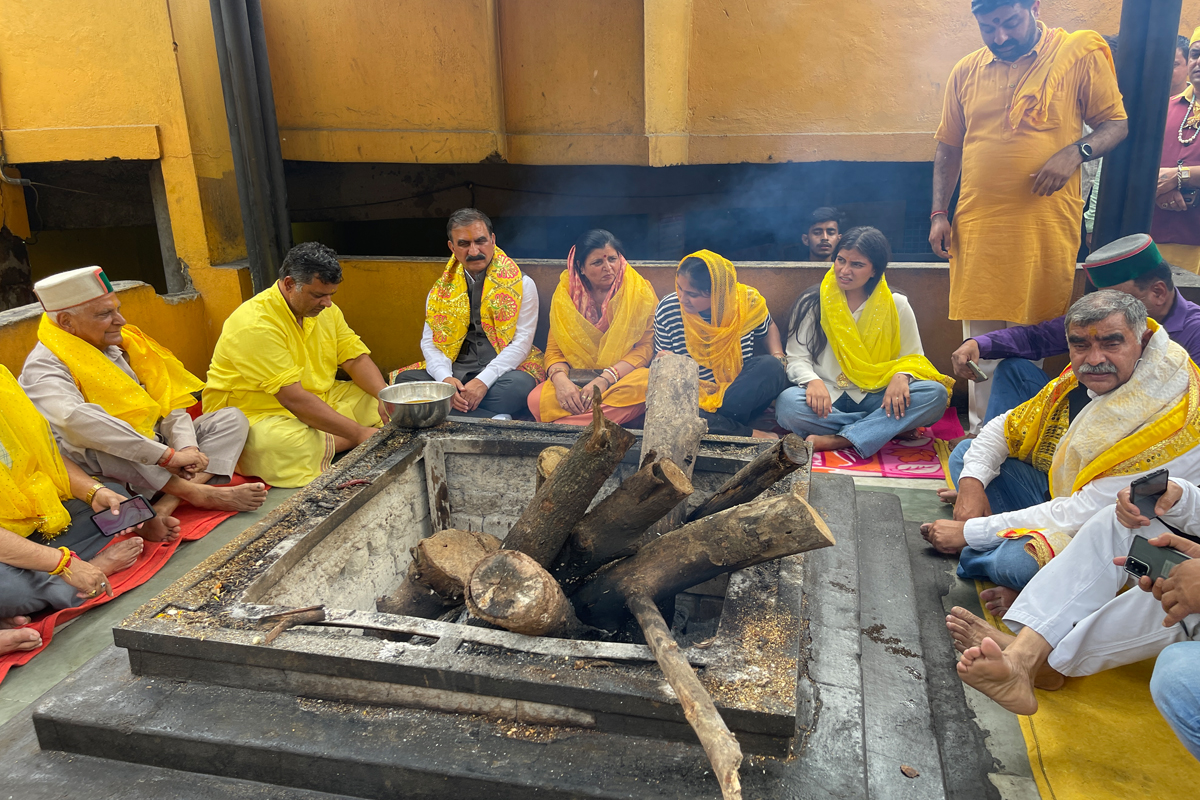
Sukhvinder Singh Sukhu
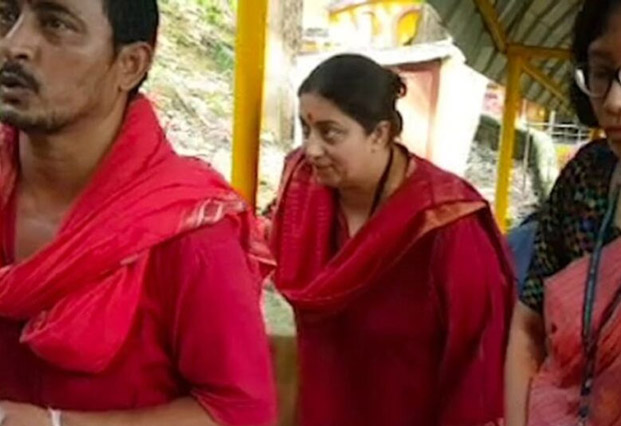
Smriti iranien
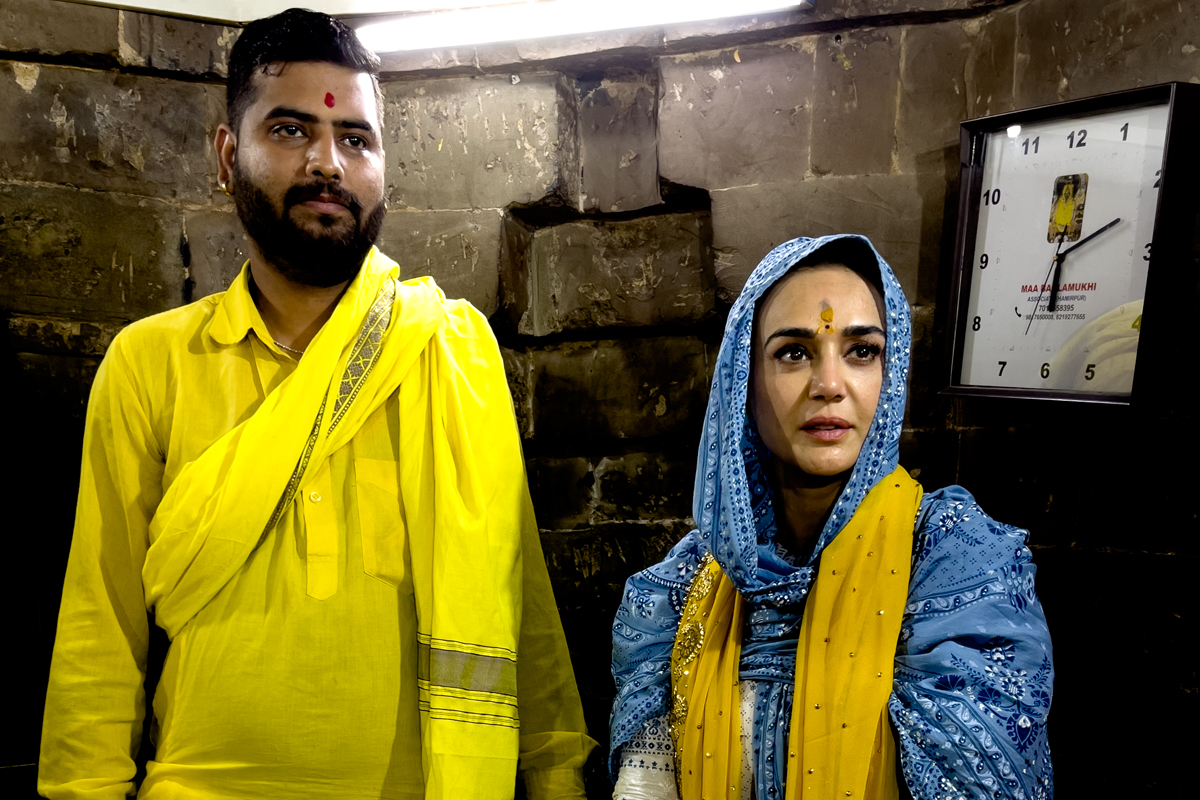
Preity Zinta
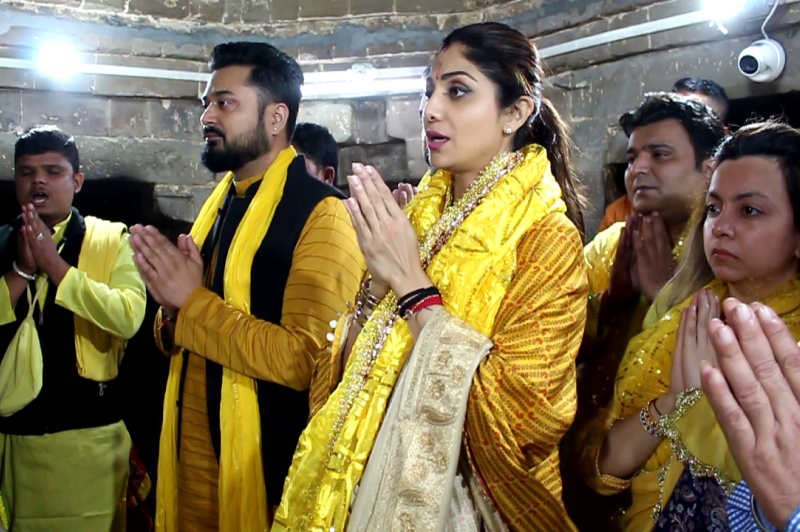
Shilpa Shetty
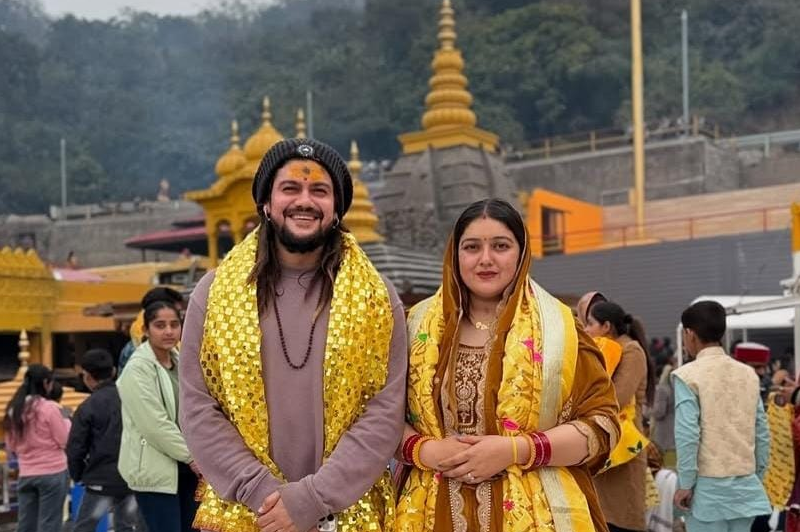
Hansraj Raghuwansh
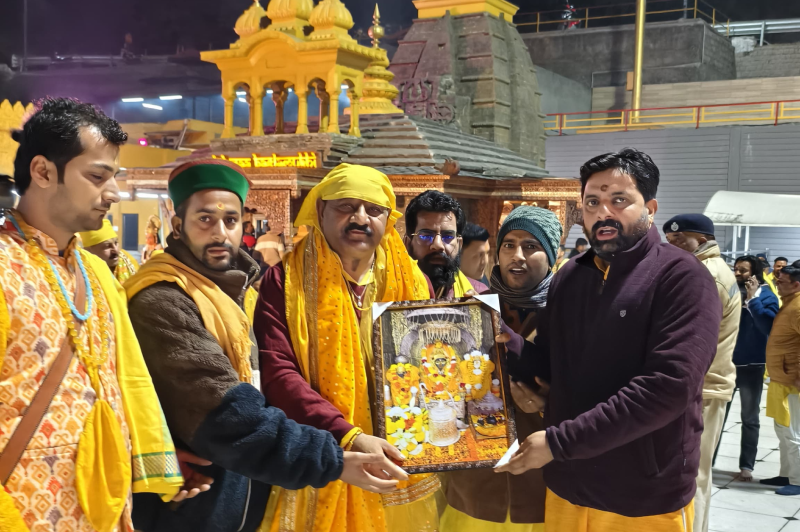
Surinder Kumar Choudhary
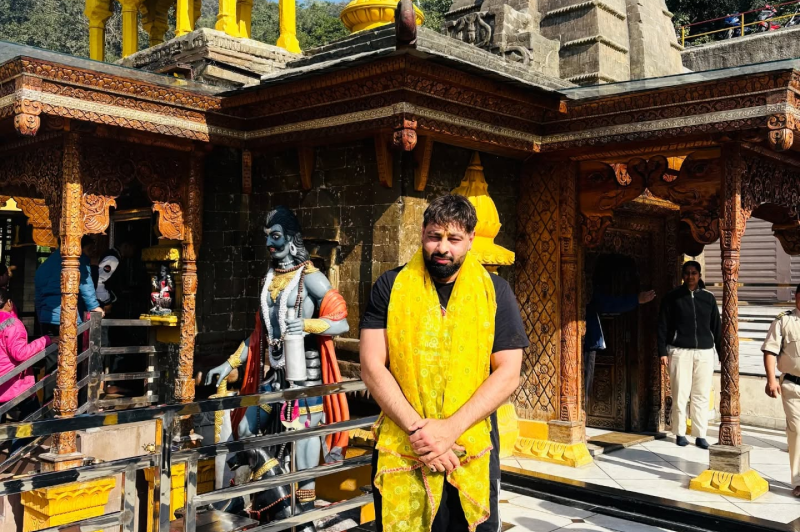
Badshah